# Робертсон, Кларк
Кларк Ро́бертсон (англ. Clark Robertson; 5 сентября 1993, Абердин, Шотландия) — шотландский футболист, защитник английского клуба «Портсмут». Выступал в молодёжной сборной Шотландии.

## Клубная карьера
Кларк родился 5 сентября 1993 года в шотландском городе Абердин.
1 июля 2009 года Робертсон подписал свой первый профессиональный контракт футболиста с клубом из своего родного города — «Абердином». Дебют защитника в первом составе «красных» состоялся 1 мая 2010 года, когда он вышел на замену вместо Соне Алуко в поединке чемпионата Шотландии против команды «Гамильтон Академикал».

## Сборная Шотландии
С 2010 года Робертсон защищает цвета сборной Шотландии (до 19 лет), в составе которой он дебютировал 28 октября в товарищеском матче со сверстниками из Мальты. На настоящей момент за национальную команду этого возраста Кларк провёл четыре игры. Также Робертсон в силу возраста призывается под знамёна молодёжной сборной Шотландии — на его счету пять матчей в её составе.

## Достижения
- Обладатель Кубка шотландской лиги: 2013/14

## Статистика
| Клуб               | Сезон              | Чемпионат | Чемпионат | Кубок | Кубок | Кубок Лиги | Кубок Лиги | Еврокубки | Еврокубки | Итого | Итого |
| Клуб               | Сезон              | Игры      | Голы      | Игры  | Голы  | Игры       | Голы       | Игры      | Голы      | Игры  | Голы  |
| ------------------ | ------------------ | --------- | --------- | ----- | ----- | ---------- | ---------- | --------- | --------- | ----- | ----- |
| Абердин            | 2009/10            | 3         | 0         | —     | —     | —          | —          | —         | —         | 3     | 0     |
| Абердин            | 2010/11            | 13        | 0         | —     | —     | 1          | 0          | —         | —         | 14    | 0     |
| Абердин            | 2011/12            | 9         | 0         | 3     | 0     | —          | —          | —         | —         | 12    | 0     |
| Абердин            | 2012/13            | 18        | 0         | 2     | 0     | 2          | 0          | —         | —         | 22    | 0     |
| Всего за «Абердин» | Всего за «Абердин» | 43        | 0         | 5     | 0     | 3          | 0          | 0         | 0         | 51    | 0     |
| Всего за карьеру   | Всего за карьеру   | 43        | 0         | 5     | 0     | 3          | 0          | 0         | 0         | 51    | 0     |

(откорректировано по состоянию на 30 марта 2013)